# Interstellart medium
 "Interstellar" omdirigeres hertil. For anden betydning, se Interstellar (film).
I astronomi er det interstellare medium (eller ISM) dét stof som befinder sig imellem stjernerne. Man ser ofte også betegnelsen interstellart stof og det består hovedsageligt af gas og støv. 
I galakser, varierer massen af det interstellare stof fra bogstaveligt talt intet til millioner af solmasser. Det interstellare stof klumper sig dog ofte sammen i tynde skyer kaldet interstellare skyer. Interstellare støv- og gasskyer er råmaterialet til dannelse af nye stjerner (Stjerner fra fødsel til genfødsel).